# Maikel Antonio García
Maikel Antonio García Bardales (Santa Rosa de Aguán, Colón, Honduras; 11 de abril de 1999) es un futbolista hondureño. Juega como delantero y su actual club es el Real España de la Liga Nacional de Honduras.

## Clubes
| Club        | País     | Año           |
| ----------- | -------- | ------------- |
| Real España | Honduras | 2018-2023     |
| Vida        | Honduras | 2023-Presente |